# Bảo tàng Dębicy
Bảo tàng Dębicy là một trong những bảo tàng trẻ nhất, nằm ở thị trấn Dębicy, tỉnh Podkarpackie, phía đông nam của Ba Lan. Bảo tàng khai trương năm 2003 theo sáng kiến của thị trưởng Dbica Edward Brzostowski. Các bộ sưu tập bảo tàng là những triển lãm được thu thập trước đây trong Phòng khu vực Dębica và được lưu giữ bởi Hiệp hội bằng hữu của khu vực Dębica. Bảo tàng này đã tổ chức nhiều triển lãm lịch sử và dân tộc học thú vị ở vùng Dębica, bao gồm các triển lãm độc đáo và thú vị liên quan đến quân đội, được đóng tại thành phố này từ nửa sau của thế kỷ 18 đến đầu thế kỷ 21.

## Lịch sử
Năm 1960, Hiệp hội bạn bè khoa học mới thành lập ở Dębica đã đề nghị với chính quyền địa phương với sáng kiến tạo ra một bảo tàng khu vực ở Dębica. Tuy nhiên chỉ đến đầu năm 2003, thị trưởng lúc đó Edward Brzostowski bắt đầu triển khai ý tưởng này.
Tổ chức của bảo tàng được giao cho Janusz Oog, người trở thành giám đốc đầu tiên của nó. Tòa nhà của tổ chức được dựng lên từ cuối thế kỷ 19 trong doanh trại kỵ binh cũ. Các bộ sưu tập đầu tiên của bảo tàng đến từ Phòng khu vực TPZD, hội trường nhà máy của một số công ty Dembitz và từ các cá nhân.
Năm 2007, giám đốc Ożóg nghỉ hưu. Jacek Dymitrowski trở thành giám đốc mới. Vào thời điểm đó, liên quan đến sự hồi sinh của đơn vị quân đội cũ, bảo tàng đã được mở rộng bởi hai tòa nhà lân cận. Một trong số đó được dự định cho một triển lãm thường trực về lịch sử của đồn trú quân sự Dębica, cái còn lại dành cho kho lưu trữ và thư viện bảo tàng.

## Triển lãm
Hiện tại, bảo tàng có các bộ phận sau: khảo cổ, dân tộc học, lịch sử, nghệ thuật và quân sự. Ngoài ra, bảo tàng còn điều hành các triển lãm tạm thời, theo chủ đề liên quan đến các khu vực của các quận hiện tại: Dębica và Ropczycko-Sędziszów, các bài học bảo tàng và hội thảo về lịch sử văn hóa và nghệ thuật. Nó cũng có một thư viện khu vực mới được tạo ra và phòng chiếu riêng của nó.
Đến nay, bảo tàng có sáu triển lãm thường trực cho thấy lịch sử của thành phố và khu vực xung quanh từ thời điểm sớm nhất cho đến năm 1944. Bao gồm:
- "Thời tiền sử và đầu thời trung cổ của vùng Dębica"
- "Dębica và cư dân của nó từ 1358 đến 1939"
- "Salon âm nhạc Dębicki"
- "Theo bước chân của gia đình Berger, Kantor và Penderecki"
- "Lịch sử của quân đội Dębica"
- "Rạp chiếu phim cũ"
- "Lịch sử của các trại lao động cưỡng bức ở Pustków và cơ sở đào tạo Waffen SS Heidelager"

Trong khuôn viên của Bảo tàng Khu vực "dưới đám mây" (pod chmurką) có một bộ sưu tập thiết bị quân sự thú vị, cũng như một bộ sưu tập xe cứu hỏa từ cuối thế kỷ XIX đến giữa thế kỷ XX.
Bảo tàng cũng tổ chức các cuộc triển lãm tạm thời, thường liên quan đến các khu vực của POViat và cư dân của nó. Trong giai đoạn từ 2003 đến 2011, hơn năm mươi trong số chúng đã được tổ chức. Trong số này, lớn nhất và đồng thời khơi dậy những cảm xúc lớn nhất của du khách là: "Triển lãm săn bắn", "Nhà hát Tadeusz Kantor", "Centenary of Dębica Sport", "Ông nội và cháu trai - Robert Berger và Krzysztof Penderecki", "Portraits, "Dấu vết của Dębicz trong vụ thảm sát Katyn", "Đường đến độc lập", hay gần đây là "Chân dung của chính Dębicz" và "Sự quyến rũ của những người phụ nữ".